# JBイレブン
株式会社JBイレブン（ジェービーイレブン、英: JB ELEVEN CO., LTD.） は、名古屋市緑区に本社を置くラーメンチェーンで、東海地方を中心にラーメン専門店のほか、麻婆豆腐と炒飯の専門店も運営する。名古屋証券取引所メイン市場単独上場銘柄である。
なお、JBイレブンは2014年（平成26年）10月に持株会社に移行し、店舗の運営は子会社のJBレストラン株式会社が行っている。

## 沿革
- 1971年（昭和46年）12月 - 愛知県知多郡東浦町で「ラーメンとお好み焼きの店」として創業[1]。
- 1981年（昭和56年）9月1日 - 愛知県大府市に「株式会社十一番」を設立[1]。
- 1986年（昭和61年）4月 - 「サッポロラーメン11番鳴海店」を独自運営するため、「株式会社イレブン」を設立[1]。
- 1986年（昭和61年）8月 - 本社を東浦町へ移転[1]。
- 1988年（昭和63年）12月 - 「株式会社イレブン」を吸収合併[1]。
- 1994年（平成6年）6月 - 「株式会社ジェービーイレブン」へ商号を変更[1]。
- 1998年（平成10年）9月 - 本社を名古屋市緑区へ移転[1]。
- 2003年（平成15年）1月 - 株式会社グルメ杵屋が資本参加[1]。
- 2005年（平成17年）9月 - 「株式会社JBイレブン」へ商号を変更[1]。
- 2006年（平成18年）12月22日 - 名古屋証券取引所セントレックスへ株式を上場[1]。
- 2010年（平成22年）3月 - 株式会社グルメ杵屋の中華業態撤退に伴いアーシーマーシー阿詩瑪石12店舗の内6店舗を譲受[1]。
- 2010年（平成22年）9月15日 - 元気寿司株式会社と業務提携[1]。
- 2012年（平成24年）11月27日 - 名古屋証券取引所2部へ市場変更[1]。
- 2014年（平成26年）10月1日 - 会社分割により持株会社制に移行し、店舗運営を行うJBレストラン株式会社と食材の製造販売を行う桶狭間フーズ株式会社を設立[1]。
- 2018年（平成30）7月31日 - コメダ珈琲のFC店を展開する株式会社ハートフルワークを子会社化[2]。
- 2019年（令和元年）10月1日 - 洋食レストラン「ドン・キホーテ」を運営する株式会社ハットリフーズを子会社化[3]。
- 2025年（令和7年）4月1日 - ラーメン店「フジヤマ55」などを展開する株式会社55styleを子会社化[4]。

## 店舗
- ラーメン専門店 「一刻魁堂」
- 麻婆豆腐と炒飯専門店 「ロンフーダイニング」
- 横浜家系ラーメン 「有松家」

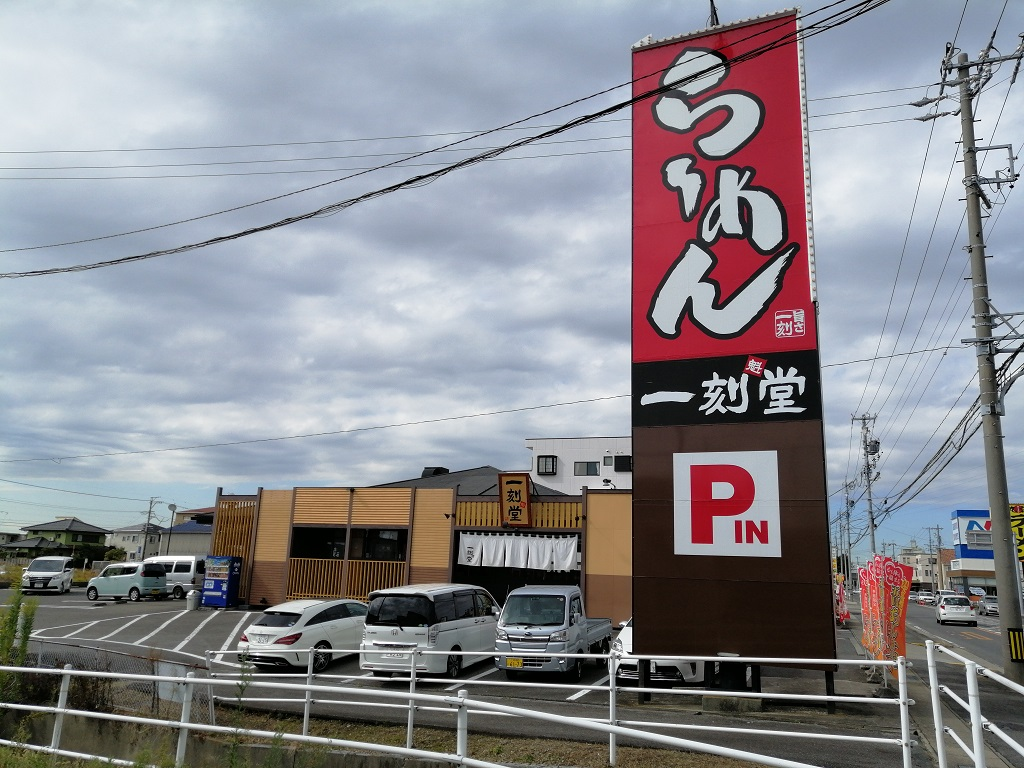
一刻魁堂
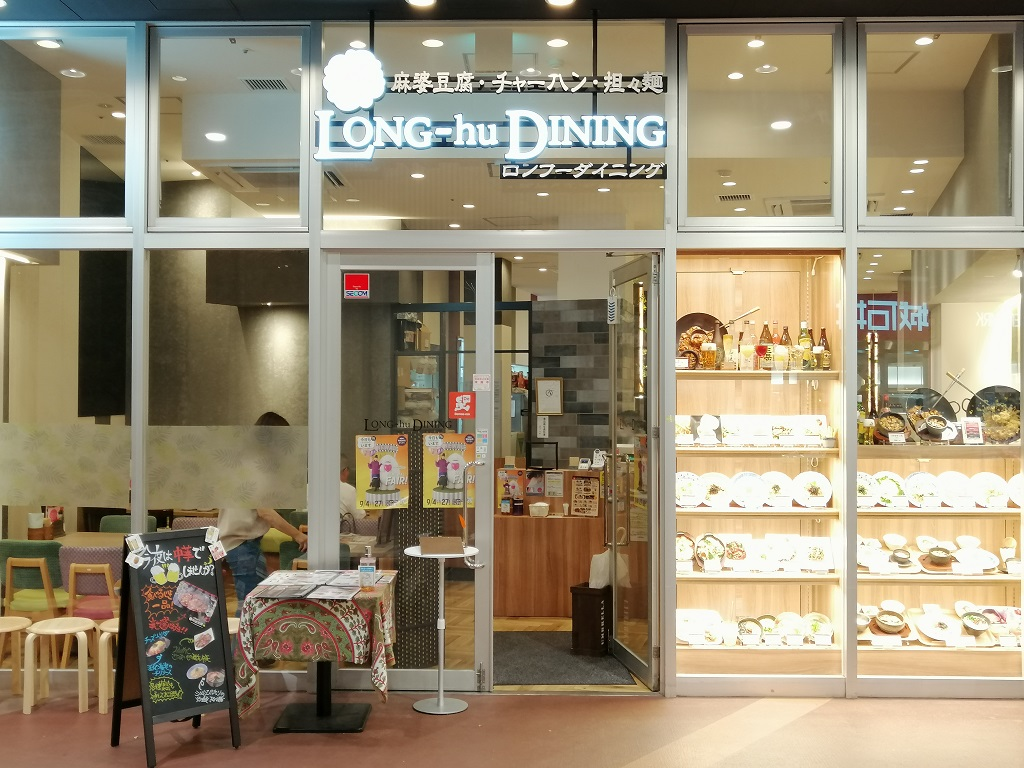
ロンフーダイニング

## 事業所
- 本社・名古屋センター（愛知県名古屋市緑区）
- 有松工場（愛知県名古屋市緑区）